# Hidrazin
Hidrazin je anorganska kemijska spojina s formulo N2H4 (NH2−NH2). Hidrazin je brezbarvna tekočina z vonjem, podobnim amonijaku, ki se proizvaja po podobnih industrijskih kemijskih postopkih kot amonijak. Lastnosti hidrazina so kljub podobnosti z amonijakom bolj podobne lastnostim vode. Hidrazin je strupen in nevarno nestabilen, zato se zaradi varnosti običajno uporablja kot vodna raztopina.  
Uporablja se predvsem kot penilno sredstvo za proizvodnjo polimernih pen, pomemben pa je tudi kot prekurzor za polimerizacijske katalizatorje in farmacevtske proizvode, raketno gorivo in za pripravo plinskih prekurzurjev za avtomobilske zračne blazine. Letna proizvodnja hidrazina je okrog 260.000 ton.

## Zgradba molekule in lastnosti
Hidrazin lahko nastane s spajanjem dveh molekul amonijaka, tako da se iz vsake molekule odcepi po en vodikov atom. Obe delni strukturi H2N−N imata obliko piramide. Razdalja med dušikovima atomoma v vezi N−N je 1,45 Å (145 pm). Molekula ima netaktno konformacijo (angleško: gauche).  Rotacijske ovire so dvakrat večje kot pri etanu. Takšna struktura je podobna strukturi plinastega vodikovega peroksida, ki zavzame poševno antiklinalno konformacijo in tudi izkazuje močne rotacijske ovire. 
Hidrazin ima bazične (alkalne) lastnosti, ki so primerljive z lastnostmi amonijaka:
N2H4 + H2O  →  [N2H5]− + OH−
z vrednostmi
Kb = 1,3 x 10−6
pKa = 8,1
Amonijak ima vrednost Kb = 1,78 x 10−5.
Hidrazin se le s težavo diprotonira:
[N2H5]+ + H2O  →  [N2H6]2+ + OH−
Kb = 8,4 x 10−16
Nedavna odkritja v mikrobiokemiji so pokazala, da je hidrazin vmesni produkt v procesu anaerobne oksidacije amonijaka (proces anamox).

## Sinteze in industrijska proizvodnja
Hidrazin je prvi sintetiziral Theodor Curtius leta 1889 po indirektnem postopku.
Po Olin Raschigovem postopku iz leta 1907 se hidrazin proizvaja iz natrijevega hipoklorita (NaClO) in amonijaka. Proces temelji na reakciji kloramina z amonijakom, ki se industrijsko proizvaja po Haber-Boschevem postopku. 
Druga možna pot za sintezo hidrazina je oksidacija sečnine z natrijevim hipokloritom:
(H2N)2C=O + NaOCl + 2NaOH  →  N2H4 + H2O + NaCl + Na2CO3
Hidrazin se lahko sintetizira tudi iz amonijaka in vodikovega peroksida po Puckovem postopku:
2 NH3 + H2O2  →  H2N−NH2 + 2 H2O
V krožnem postopku Atofina-PCUK (PCUK je naziv proizvajalca Produits Chimiques Ugine Kuhlmann, Francija) se hidrazin proizvaja v več korakih iz acetona, amonijaka in vodikovega peroksida. Aceton in amonijak najprej zreagirata v imin, temu pa sledi oksidacija z vodikovim peroksidom do oksaziridina, tričlenskega obroča, ki vsebuje ogljik, kisik in dušik. Naslednji korak je amonoliza v hidrazon, v katerem se pride do spajanja dveh dušikovih atomov. Hidrazon reagira z dodatnim ekvivalentom acetona, tako da nastane azin. Azin v naslednjem koraku hidrolizira v hidrazin, pri čemer se regenerira aceton. Postopek se od Raschigovega postopka razlikuje po tem, da v njem ne nastaja sol. 
Hidrazin se lahko proizvaja tudi po ketazinskem in peroksidnem postopku.
Pred nedavnim so odkrili, da hidrazin proizvajata neka vrsta kvasovk in bakterija Brocadia anammoxidans, ki živi v oceanih. Oba mikrooorganizma sta edina znana organizma, ki v naravi proizvajata hidrazin.

## Derivati hidrazina
Poznanih je mnogo substituiranih hidrazinov, od katerih se jih nekaj nahaja tudi v naravi:
- monometilhidrazin ima en vodikov atom v molekuli zamenjan z metilno skupino −CH3. Včasih se je uporabljal kot raketno gorivo.
- 1,1-dimetilhidrazin (asimetrični dimetilhidrazin, UDMH) in 1,2-dimetilhidrazin (simetrični dimetilhidrazin) sta hidrazina, v katerih sta z metilnima skupinama zamenjana po dva vodikova atoma. Asimetrični dimetilhidrazin je laže proizvesti kot simetričnega in se precej pogosto uporablja kot raketno gorivo.
- giromitrin in agaritin sta derivata hidrazina, ki so ju odkrili v dvotrosnem kukmaku (Agaricus bisporus). Giromitrim se presnavlja v metilhidrazin.
- izoniazid, iproniazid, hidralazin in fenelzin so zdravila, katerih molekule vsebujejo hidrazinu podobne strukture.
- 2,4-dinitrofenilhidrazin (2,4-DNPH) se v organski kemiji uporablje za ugotavljanje prisotnosti aldehidov in ketonov.
- fenilhidrazin C6H5NHNH2 je bil prvi hidrazin, ki so ga odkrili.

## Uporaba
Večina hidrazina se porabi kot prekurzor za penilna sredstva. Nekatere spojine, med katere spadata azodikarbonamid in izobutironitril, dajajo 100-200 ml plina na gram prekurzorja. Kot sredstvo za sproščanje plina v avtomobilskih zračnih blazinah se v podobni reakciji uporabljata hidrazin in natrijev nitrit (NaNO2). Hidrazin se uporablja tudi kot pogonsko gorivo vesoljskih plovil in sredstvo za zmanjšanje koncentracije raztopljenega kisika in uravnavanje pH vode v velikih industrijskih parnih kotlih. V zadnjem času so raziskovalci IBM in UCLA začeli uporabljati hidrazin tudi kot topilo za raztapljanje gradiv za solarne celice.

## Organska kemija
Hidrazini so vključeni v številne organske sinteze, tudi takšne, ki imajo zelo velik praktičen pomen v farmacevtski industriji. Pomembna derivata hidrazina sta zdravili izoniazid za zdravljenje tuberkuloze in antimikotik flukonazol. Hidrazini so pomembni tudi za sintezo barvil in v fotografiji.

### Tvorba hidrazona
Primer kondenzacije hidrazina z enostavnim karbonilom je reakcija s propanonom, v kateri nastane diizopropiliden hidrazin (aceton azin). Nastali produkt še naprej reagira s hidrazinom, tako da nastane hidrazon:
2 (CH3)2CO + N2H4  →  2 H2O + [(CH3)2C=N]2
[(CH3)2C=N]2 + N2H4  →  2 (CH3)2C=N2H2
Propanon azin je vmesni produkt v sintezi Atofina-PCUK. Direktno alkiliranje hidrazinov z alkil halogenidi (halogenoalkani) v prisotnosti baz daje alkilsubstituirane hidrazine. Reakcija je zaradi neučinkovitega nadzora nad stopnjo substitucije neuporabna, tako kot pri normalnih aminih. Redukcija hidrazonov v hidrazine je zelo enostaven način za sintezo 1,1-dialkiliranih hidrazinov. 
V sorodni reakciji s hidrazinom reagirajo 2-cianopiridini in tvorijo amid hidrazide, ki se z 1,2-diketoni pretvorijo v triazine.

### Wolff-Kishnerjeva redukcija
Wolff-Kishnerjeva redukcija je reakcija, v kateri se karbonilna skupina aldehida ali ketona s hidrazini preko vmesnega produkta hidrazona pretvori v metilensko ali metilno skupino. 

### Heterociklične spojine
Hidrazin je zaradi dveh aminoskupin bifunkcionalna spojina, ki s kondenzacijo z bifunkcionalnimi elektrofili daje številne heterociklične spojine. Hidrazin z 2,4-pentandionom kondenzira v 3,5-dimetilpirazol. V Einhorn-Brunnerjevi reakciji hidrazini reagirajo z imidi in tvorijo triazole.

### Sulfoniranje
Hidrazin je dober nukleofil, zato lahko reagira s sulfonil halogenidi in alkil halogenidi. Tosilhidrazin po obdelavi s karbonili tvori tudi hidrazone. 

### Deprotekcija ftalimidov
Hidrazin se uporablja za cepljenje derivatov N-alkiliranega ftalimida. Cepljenje omogoča, da se ftalimidni anion uporabi kot aminski prekurzor v Gabrijelovi sintezi.

### Redukcijsko sredstvo
Hidrazin je zelo uporaben reducent, ker v kemijskih reakcijah kot stranska produkta iz njega običajno nastajata dušik in voda. Uporablja se kot antioksidant, odstranjevalec kisika iz tehnoloških vod ter inhibitor korozije v parnih kotlih in ogrevalnih sistemih. Uporablja se tudi za redukcijo kovinskih soli in oksidov v čiste kovine, negalvanskem nikljanju in za ekstrakcijo plutonija iz odpadkov jedrskih reaktorjev. 

### Hidrazinove soli
Hidrazin reagira z mineralnimi kislinami in tvori trdne soli. Ena od njih je hidrazin sulfat (ali hidrazinijev sulfat) [N2H5]HSO4. Hidrazin sulfat so poskušali uporabiti za zdravljenje kaheksije, ki jo sproži rak, a se je pokazal kot neučinkovit.
Hidrazin azid (N5H5), sol hidrazina in dušikovodikove kisline, je znanstveno zanimiv zaradi viskoke vsebnosti dušika in eksplozivnosti. Sol ima strukturo [N2H5]+[NH3]− in eksplozivno razpade v hidrazin, amonijak in dušik:
12 N5H5  →  3 N2H4 + 16 NH3 + 19 N2
Reakcija N5H5 z žveplovo kislino daje stehiometrično količino čistega hidrazin sulfata in dušikovodikove kisline.

## Uporaba v industriji
Hidrazin se uporablja v mnogih industrijskih procesih. V proizvodnji elastičnih vlaken (spandex, lycra, elastan) služi kot katalizator polimerizacije, uporablja pa se tudi v gorivnih celicah, pastah za spajkanje in filmskih razvijalcih, kot ekstender verig v poliuretanih in toplotni stabilizator in v proizvodnji tenkoplastnih kondenzatorjev za zaslone s tekočimi kristali. 70 % vodna raztopina hidrazina se uporablja kot gorivo za napajanje EPU (emergency power unit) v lovskih letalih  F-16 Falcon. Zmes hidrazina in amonijevega nitrata je eksploziv Astrolite. 
Hidrazin se pogosto uporablja kot sredstvo za zmanjševanje vsebnosti kisika in inhibitor korozije v parnih kotlih. Zaradi toksičnosti in nezaželenih stranskih učinkov, zaradi razgradnje zaščitne oksidne plasti na notranjih stenah cevi se poveča korozija zaradi pretoka, je njegova uporabnost omejena.

### Raketno gorivo
Hidrazin kot hidrazin hidrat s tajno oznako B-Stoff se je kot raketno gorivo prvič uporabil med drugo svetovno vojno v prvem raketnem letalu Messerschmitt Me 163 Komet. Zmes z metanolom je imela tajno oznako M-Stoff, zmes z vodo pa C-Stoff.
Hidrazin kot enokomponentno raketno gorivo se uporablja tudi za pogon manevrirnih servo motorjev vesoljskih plovil, kot pomožno gorivo v Space Shuttlu in za pogon pristajalnih raket.
V vseh enokomponentnih hidrazinskih motorjih gre hidrazin preko katalizatorja, na primer kovinskega iridija, nanešenega na glinico (aluminijev oksid) z veliko specifično površino ali na ogljikova nanovlakna, še bolj pogosto pa preko molibdenovega nitrida, nanešenega na površino glinice. Hidrazin na katalizatorju razpade na amonijak, dušik in vodik:
3 N2H4  →  4 NH3 + N2
N2H4  →  N2 + 2 H2
4 NH3 + N2H4 → 3 N2 + 8 H2
Vse reakcije izredno eksotermne, tako da se katalizatorska komora v nekaj milisekundah segreje tudi do 800 °C in iz majhnega volumna tekočega hidrazina proizvedejo velik volumen plinov. Pogon je precej učinkovit, saj je njegov specifični impulz v vakuumu okrog 220 sekund.
Drugi možni raketni gorivi sta monometilhidrazin ali MMH (CH3NH(NH2)) in asimetrični dimetilhidrazin ali UMDH ((CH3)2N(NH2)). Oba derivata hidrazina se uporabljata v dvokomponentnih raketnih gorivih skupaj z didušikovim tetraoksidom (N2O4). Tudi ta reakcija je izredno eksotermna in ne potrebuje zunanjega vira vžiga.

### Gorivne celice
Italijanski proizvajalec katalizatorjev Acta je predlagal, da bi se v gorivnih celicah namesto vodika uporabi hidrazin. Glavne prednosti hidrazina so, da ima gorivna celica več kot 200 mW/cm2 večjo moč kot celica z vodikom, da je veliko bolj prikladen za skladiščenje in transportiranje in ne potrebuje zelo dragega platinskega katalizatorja. Med skladiščenjem hidrazina v rezervoarjih, napolnjenih s karbonili, se hidrazin pretvori v trdni in varni hidrazon, s segrevanjem rezervoarja s toplo vodo pa se ponovno sprosti kot hidrazin hidrat. Hidrazin ima visok standardni elektrodni potencial (1,56 V), ki je precej višji od vodikovega (1,23 V). Hidrazin v gorivni celici razpade na dušik in vodik, ki se s kisikom veže v vodo. Hidrazin se je v 1960. letih že uporabljal v satelitih v gorivnih celicah proizvajalca Allis-Chalmers Corp.

## Varnost in strupenost
Hidrazin je zelo strupen in nevarno nestabilen, predvsem v brezvodnem stanju. 
Kratkotrajna izpostavljenost visokim koncentracijam hidrazina lahko pri ljudeh draži oči, nos in grlo, povzroči vrtoglavico, glavobol, slabost, pljučni edem in nezavest. Poleg tega lahko povzroči okvaro jeter, ledvic in osrednjega živčevja. Tekoči hidrazin je jedek in lahko pri ljudeh in živalih povzroči vnetje kože. Dolgotrajno vdihavanje hlapov hidrazina lahko pri ljudeh in živalih povzroči okvaro pljuč, jeter, vranice in ščitnice. Hidrazin lahko povzroči tudi steatozo. Pri podganah, ki so bile izpostavljene hidrazinu, je prišlo do večjih okvar pljuč, nosne votline in tumorjev na jetrih.
Koncentracije hidrazina v farmacevtskih proizvodih morajo biti zelo nizke, do nekaj ppm. Po šestmesečni izpostavljenosti hidrazin hidratu v koncentraciji, ki je bila nižja od smrtne, je dokazano umrl najmanj en človek.
21. februarja 2008 so ZDA uničile pokvarjeni vohunski satelit USA 193. Glavni razlog za uničenje je bila potencialna nevarnost zaradi hidrazina, ki bi se sprostil, če bi se nepoškodovani satelit nekontrolirano vrnil v zemeljsko atmosfero.